# Ernst Schmidt (progettista)
Ernst Schmidt (Norimberga, 25 marzo 1905 – Norimberga, 22 dicembre 1993) è stato un progettista tedesco, sviluppatore di motori e motociclette.

## Biografia
Ernst Schmidt dopo l'apprendistato alla MAN studiò dal 1923 al 1926 al Technikum di Norimberga meccanica. Dopo aver vissuto a Stein e Berlino, Ernst Schmidt nel 1929 iniziò la sua carriera alla Zündapp di Norimberga. Divenne nel 1936 Chefkonstrukteur progettista capo. In questo periodo si occupò della progettazione dei modelli Zündapp KS 750 e KS 500 così come del motore per aviazione RLM 9-092 AO.
Nel 1939 venne scelto dalla NSU Motorenwerke e lavorò sulla Sd.Kfz. 2 kleines Kettenkrad.
Dopo la fine della seconda guerra mondiale Schmidt dal 1945 divenne ancora Chefkonstrukteur presso la Zündapp di Norimberga e sviluppò la DB 202. Tra le altre cose sviluppate vi fu la Zündapp KS 601, che più tardi prese il nome di Grüner Elefant.
Ernst Schmidt sviluppò anche il Motorroller di successo Zündapp Bella e il prototipo della motocicletta „B 250“ con motore boxer, che non venne mai messo in produzione. Dopo questo la Zündapp nel 1958 si spostò dalla fabbrica di Norimberga a quella di Monaco di Baviera, e Schmidt trovò un posto presso la MAN. Qui lavorò allo sviluppo di un motore multifuel. Ernst Schmidt divenne Oberingenieur nel 1970 prossimo al pensionamento.